# Skiwasser

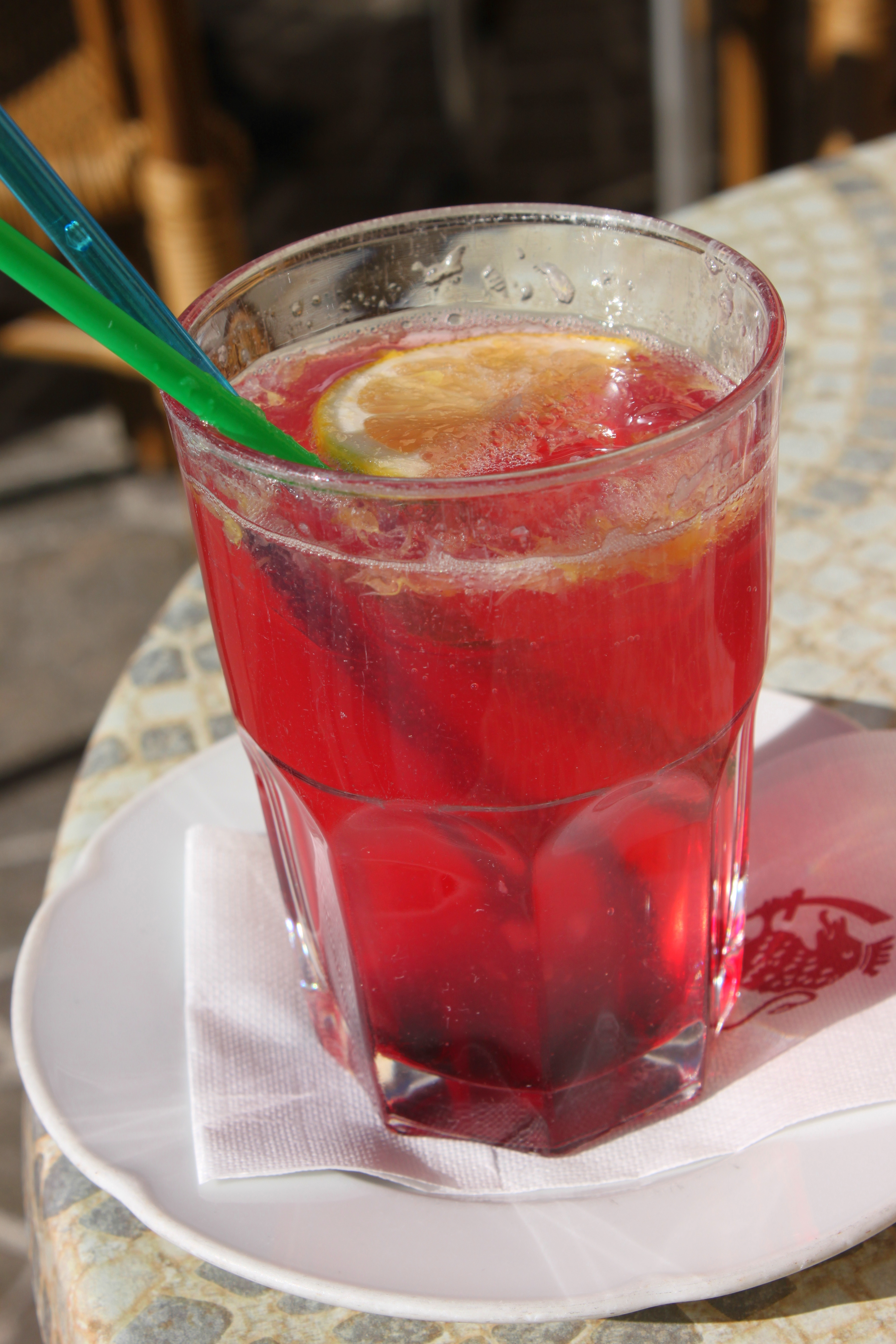
Skiwasser

Lo skiwasser (in tedesco "acqua dello sci", anche schiwasser nel tedesco austriaco) è una bevanda analcolica, nella versione più semplice e originale a base di sciroppo di lampone, succo di limone e acqua. Talvolta viene usata acqua di seltz o una bibita gassata al limone invece del succo, in modo da dare frizzantezza alla bevanda. In origine veniva preparata utilizzando la neve sciolta invece dell'acqua.
Ha la sua origine nelle località di sport invernali del Tirolo austriaco, come parte dell'offerta di bevande nelle baite o nei rifugi, ma è oggi diffuso e venduto sia d'inverno che d'estate e anche al di fuori della zona di origine.
Tipicamente, ha un colore rosso-rosa. In commercio sono disponibili anche miscele di sciroppi che devono essere diluite solo con acqua, analogamente ad altre bevande analcoliche nel settore della ristorazione. Inoltre vengono offerte varianti con lo stesso nome preparate con frutta fresca, e anche come creazioni di cocktail con alcol.